# Moonlight Party
"Moonlight Party" – pierwszy singiel Fonzerelliego wydany w 2005 roku.

## Lista Utworów
1. "Moonlight Party" (Radio Edit) – 2:49
2. "Moonlight Party" (Untitled Mix) – 2:44
3. "Moonlight Party" (Original Mix) – 6:56
4. "Moonlight Party" (Aaron McClelland Summer Mix) – 5:42
5. "Moonlight Party" (Sunrise Chill Mix) – 3:03

## Listy przebojów
| Kraj      | Lista (2006/2007) | Najwyższa pozycja |
| --------- | ----------------- | ----------------- |
| Finlandia | Top 20 Singles    | 14                |
| Holandia  | Single Top 100    | 37                |
| Australia | Top 50 Singles    | 44                |